# Piliocolobus waldroni
Il colobo rosso di Miss Waldron (Piliocolobus waldroni Hayman, 1936) è un primate della famiglia dei Cercopitecidi originario dell'Africa occidentale. Ufficialmente, non ne vengono più avvistati esemplari dal 1978, tanto che nel 2000 la specie venne dichiarata estinta. Tuttavia, prove recenti sembrerebbero indicare che un piccolo numero di individui sopravviva tuttora nell'angolo sud-orientale della Costa d'Avorio. Sulla sua lista rossa delle specie minacciate, la IUCN classifica questa scimmia come specie «in pericolo critico (forse estinto)».

## Descrizione
Il colobo rosso di Miss Waldron ha una lunghezza testa-corpo di 45-67 cm (nei maschi) e di 42-52 cm (nelle femmine), una coda lunga 56-67 cm ed un peso di 5,5-6,3 kg. È notevolmente più piccolo del colobo ferruginoso (P. badius). La parte superiore della testa, il collo, le spalle, il dorso e la coda sono neri, mentre gli arti e le regioni inferiori sono di colore bruno-rossastro. Il volto è blu ardesia, con labbra rosee. Il naso è appiattito. Per quanto ne sappiamo, non esistono fotografie che ne ritraggano l'aspetto.

## Biologia
Il colobo rosso di Miss Waldron vive, o viveva, in grandi gruppi familiari di 20 esemplari o più. È un animale sociale e rumoroso, che comunica spesso emettendo forti grida, stridii o parlottii. Frutti, semi, fiori e foglie costituiscono la sua principale fonte di cibo.

## Distribuzione e habitat
Il colobo rosso di Miss Waldron viveva in simpatria con il colobo orsino (Colobus polykomos) sulla cima degli alberi delle foreste pluviali di Ghana e Costa d'Avorio tra i fiumi Bandama e Volta. Una popolazione residua potrebbe sopravvivere nella foresta di Tanoé-Ehy in Costa d'Avorio.

## Estinzione
Il colobo rosso di Miss Waldron è la prima specie di primate ad essere scomparsa nel corso del XX e XXI secolo. È stato spesso vittima dei bracconieri che alimentano il mercato del bushmeat senza che i governi locali riuscissero a interromperne lo sterminio. Anche la distruzione dell'habitat ha avuto un ruolo determinante. Lo scimpanzé comune dà spesso la caccia ai colobi ferruginosi, e potrebbe aver anch'esso contribuito al declino di questa specie.
Negli ultimi anni, si è dibattuto spesso sulla possibilità di un'eventuale sopravvivenza del colobo rosso di Miss Waldron. Un certo numero di spedizioni nella giungla, condotte sotto l'egida della Wildlife Conservation Society tra il 1993 e il 1999, non riuscirono a riportare indietro nessuna prova che sostenesse l'esistenza di questo animale. Un anno dopo la specie venne dichiarata estinta.
Successivamente, tuttavia, il primatologo W. Scott McGraw della Ohio State University raccolse durante le sue spedizioni in Costa d'Avorio prove della esistenza di questa scimmia. Nel 2000, riportò con sé una coda nera di scimmia. L'analisi del DNA dimostrò senza dubbio che proveniva da un colobo rosso. Il cacciatore che dette la coda a McGraw affermò che aveva sparato alla scimmia nel corso dell'anno precedente.
Nel 2001, McGraw ricevette da un cacciatore della Costa d'Avorio un pezzo di pelle rossastra di scimmia, che si ritiene appartenesse ad un colobo rosso di Miss Waldron. Nello stesso anno, McGraw ricevette una foto che probabilmente mostra un esemplare adulto ucciso. Anche gli esperti che successivamente analizzarono la fotografia espressero il sospetto che l'animale immortalato fosse davvero un colobo rosso di Miss Waldron.

## Tassonomia
Il colobo rosso di Miss Waldron venne scoperto nel dicembre 1933 da Willoughby P. Lowe, un raccoglitore di campioni museali britannico, che riportò con sé otto esemplari di questo animale. Lowe battezzò la specie in onore di uno dei membri del personale del museo, la signorina F. Waldron, che probabilmente era la sua assistente di campo. La specie venne descritta scientificamente nel 1936 dallo zoologo britannico Robert William Hayman come una sottospecie del colobo ferruginoso (Piliocolobus badius). Tuttavia, le analisi del DNA mitocondriale mostrano che questo animale rappresenta una linea evolutiva piuttosto isolata, separatasi dagli altri colobi rossi circa 3 milioni di anni fa. Nelle pubblicazioni recenti viene quindi considerato come una specie separata.